# Mikolàïvka (Sovetski)
|  | Per a altres significats, vegeu «Mikolàïvka». |

Mikolàïvka (ucraïnès: Миколаївка, rus: Николаевка, Nikolàievka) és un poble de la República Autònoma de Crimea a Ucraïna, que el 2014 tenia 433 habitants. Pertany al districte rural de Sovetski.